# Tulostoma pygmaeum
La especie Tulostoma pygmaeum es un hongo representante del género Tulostoma de la familia Agaricaceae. El origen etimológico de la palabra Tulostoma viene del griego týlos que significa joroba, callo, dureza, clavija; y de stóma que significa boca, poro, por la forma en que se efectúa la dehiscencia, mediante un poro apical con frecuencia umbonado.

## Descripción
La especie Tulostoma pygmaeum  tiene las siguientes características: saco esporífero subgloboso de 7 mm de diámetro. Exoperidio hifal entremezcaldo con gránulos de arena, caduco. Endoperidio gris a blanquecino, con las improntas de los granos de arena que lo recubren, a veces con restos del exoperidio en forma de un reticulado grisáceo en algunas partes. Boca tubular ligeramente proyectada. Cuello conspicuo, separado, con membrana gruesa, entera. Pie hasta 20 x 1 mm, longitudinalmente estriado, color pajizo a castaño claro, terminando basalmente en un bulbillo miceleano. Esporas globosas a subglobosas, verrugosas, con las verrugas desiguales, esparcidas y romas, conspicuas, coloreadas, de 4-5,9 μm. Capilicio hialino a ligeramente amarillento, septado, ramificado; los filamentos de pared delgada a gruesa, con luz visible, 2-7 μm.

## Distribución
En México se ha citado de Veracruz.

## Hábitat
Esta especie se puede encontrar sola o gregaria, en lugares tropicales, boscosos entre hojarasca u otros restos vegetales.

## Estado de conservación
Esta especie no está incluida en ninguna categoría en la Norma Oficial Mexicana 059.